# 난창 봉기

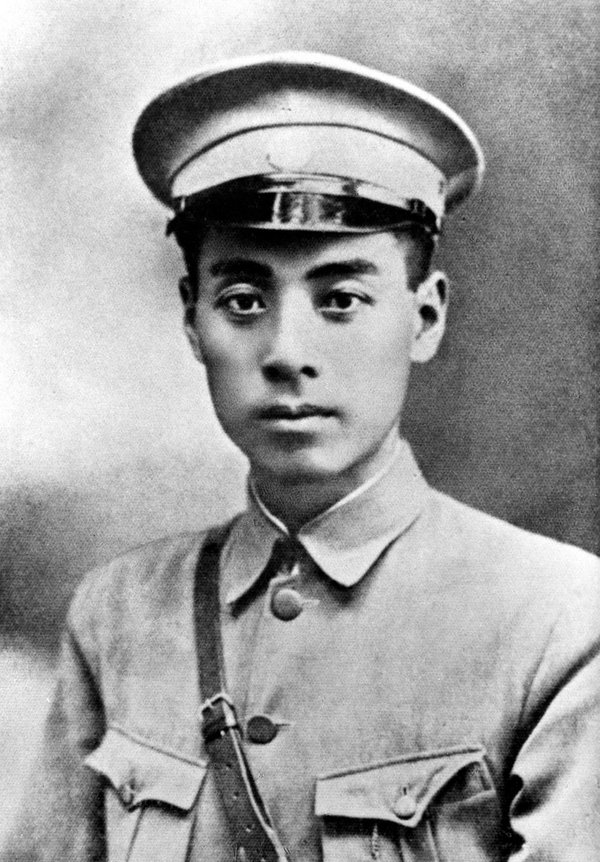
저우언라이

난창 봉기(중국어 간체자: 南昌起义, 정체자: 南昌起義)는 1927년 8월 1일 중화민국 장시성 난창(南昌)에서 일어난 공산주의자들의 봉기로 국공 내전 중 중국 국민당과 중국 공산당 사이에 벌어진 최초의 전투였다.

## 개요
중화민국(中華民國) 중국국민당(中國國民黨) 군대가 수행한 북벌(北伐)이 한창이던 1927년 4월 12일, 제1차 국공 합작을 결렬시킨 상하이 쿠데타 발생 이후, 1927년 5월에 장개석(장제스)(蔣介石)은 중국 국민당과 중국 공산당 결별을 선언하였고, 왕정위(왕징웨이)(汪精衛)가 주요 실행 부대였다.
이러한 움직임에 독자적인 군사력을 가지지 못한 공산당은 몇몇 지역에서 국민당 내부의 무력을 일부 접수하는 형태로 무장화를 진행시켰다. 당시 국민당 내부에는 꽤 많은 공산당 인사가 존재하고 있었는데, 요직에 붙어 있는 이도 많았다(국공합작 참조).
이러한 내부 사정으로 당시 북벌군이 주둔하는 도시 중 난창(南昌)이 비교적 허술하게 방비되고 있었고, 난창의 공안을 주덕(주더)(朱德)이 맡고 있어 조건은 갖춰져 있었다.
1927년 8월 1일 새벽 2시를 기해 하룡(허룽)(賀龍)과 주은래(저우언라이)(周恩來) 등이 주도한 공산주의자들과 반란군은 여러 방면에서 무장병력으로 난창을 공격하여 도시를 점령하는 데 성공하였으나 국민당군의 역습을 맞아 불과 5일 만에 도시를 내주고 징강산(井岡山)으로 도망할 수밖에 없었다.
봉기가 벌어진 8월 1일은 국민당에 공산주의 군대가 최초로 맞서 싸운 날로 후에 인민해방군의 창립기념일로 삼아 기념하게 된다.

## 이후
8월 1일 홍군(紅軍, 공산당군)이 난창의 점령에 성공했지만, 이틀 후인 8월 3일 국민당 군의 포위 공격을 받고 난창을 포기하고 홍콩 방면으로 퇴각한다. 남쪽으로 내려가 세력을 구축한 후 북벌을 한다는 방침이 세워졌지만, 실질적인 패퇴이며, 사실 뚜렷한 목표를 제시할 수 없었던 지도층은 패퇴를 반복한다.
결국 1928년 4월에, 주덕, 진의가 인솔하는 주력 부대가 징강산 혁명 근거지에 합류하여, 중국공농혁명군 제4군으로 개편 되었다.

## 평가
후에 중국공산당은 8월 1일을 건군기념일로 삼고, 홍군, 팔로군, 인민해방군을 통해서 축일로 삼고 있다. (군대 내부만의 기념일이지만, 중화인민공화국에서는 전국 각지에서 식이 개최된다)
중국 인민 해방군의 군기와 국적 마크, 군복의 모자에 그려진 《八一》이라는 글자는 이 남창 봉기의 날, 즉 건군기념일에서 유래한다.

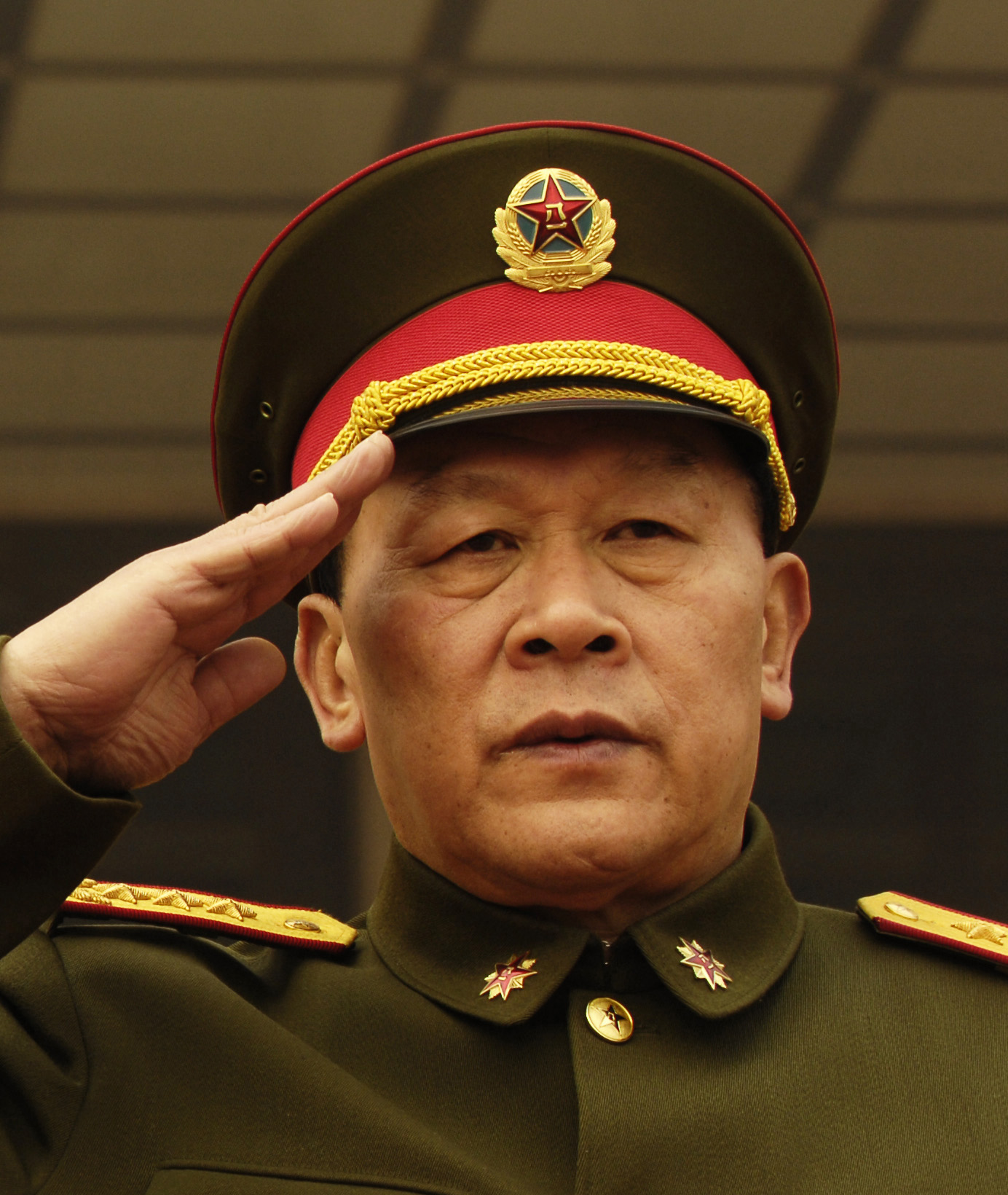

## 같이 보기
- 상하이 쿠데타
- 징강 산
- 추수 봉기